# 陆赐书
陆赐书（1681年—1751年），字宣颖，号匪莪、又号愚箴。江南蘇州府長洲縣（今江苏苏州）人。康熙四十五年（1706年）丙戌科进士。

## 生平
陆肯堂次子。康熙四十四年（1705年）乙酉科举人，康熙四十五年（1706年）丙戌科二甲二十二名进士。官至四川川东兵备道、署四川布政使司。《苏州府志》有传。
陆赐书和其父陆肯堂的殿试卷为陆氏后人珍藏，现藏于华东师范大学图书馆。

## 家族
- 曾祖父陆廷楫，字彦超，归安县庠生；世居归安县双林镇，顺治初年入籍苏州。
- 父亲陆肯堂，康熙二十四年（1685年）状元。
- 长兄陆秉鑑，康熙四十二年（1703年）癸未科进士。
- 六世孙陸潤庠，同治十三年（1874年）甲戌科状元。